# Archimede (rivista)
Archimede è una rivista italiana fondata nel 1902 per gli insegnanti e i cultori di matematica pura e applicata.

## Storia

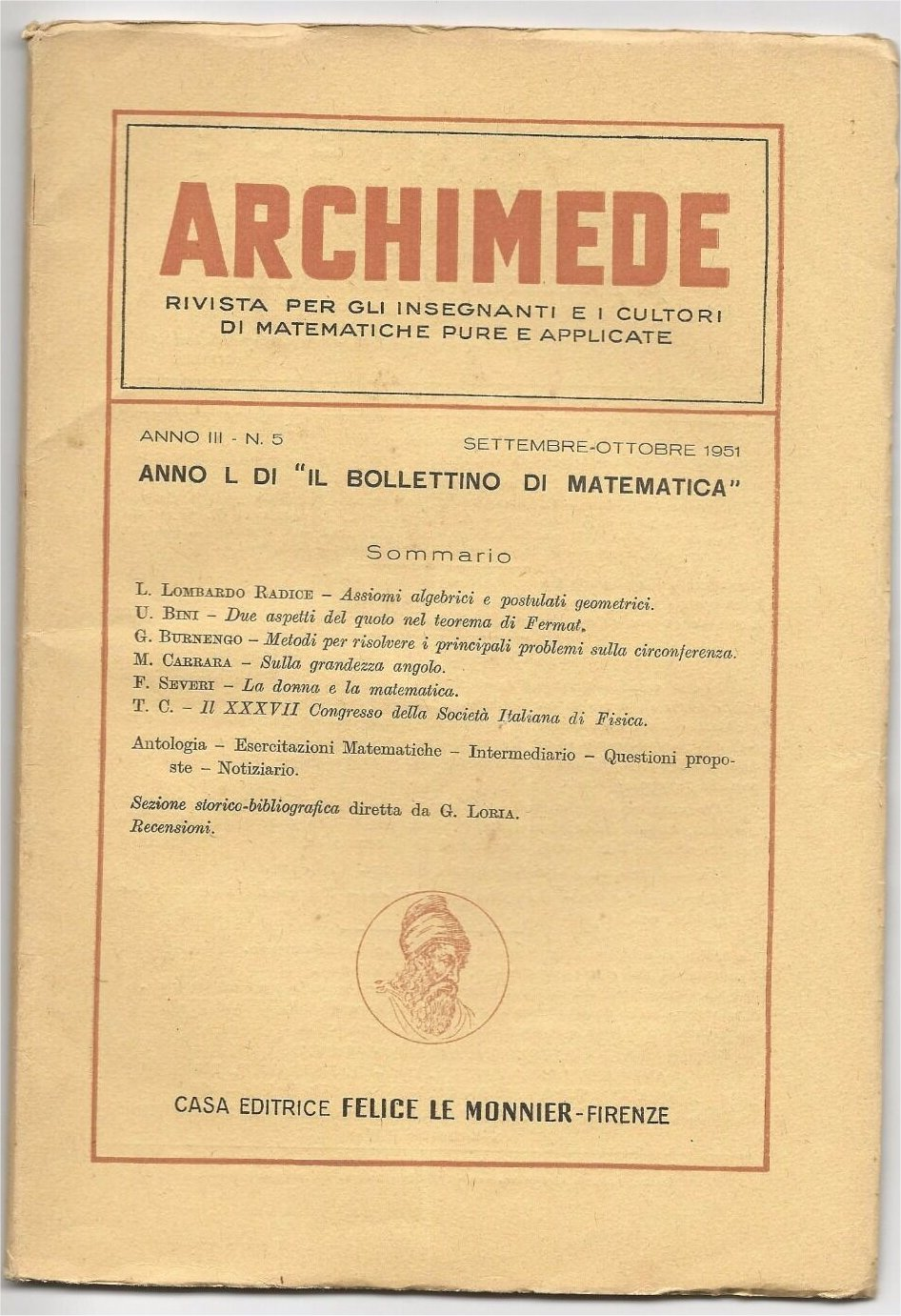
Numero del 1951 dove spiccano i nomi di Lucio Lombardo Radice e Francesco Severi

La rivista, edita per gran parte della sua storia da Le Monnier, è stata fondata nel 1902 dal matematico fiorentino Alberto Conti con il nome Il bollettino di matematica. Lo scopo iniziale fu quello di fornire una possibilità di confronto fra il mondo della ricerca in didattica e quello dell’insegnamento nelle scuole medie, attraverso un confronto internazionale dei modelli, delle sperimentazioni e delle riforme attuate. Il fondatore diresse la rivista fino al 1940, anno della sua morte. Con l'avvento del fascismo la rivista perse la vena internazionalista che lo aveva caratterizzato nei primi venti anni di vita. Questo a causa della militanza ideologica del direttore che schierò nettamente il suo giornale matematico a sostegno del regime.  Nel 1949 il nome della rivista mutò nell'attuale.
Nel 2016, succedendo a 16 anni di Claudio Bernardi, la direzione è stata affidata a Roberto Natalini del Consiglio Nazionale delle Ricerche.
Il nuovo direttore, introducendo anche una rubrica a fumetti, ha cercato con le sue scelte editoriali e comunicative di rendere accessibile la matematica a un pubblico più vasto.